# DR2ナイト雀鬼
『DR2ナイト雀鬼』（DR2 NIGHT JANKI、どらどらないとじゃんき）は、Leafが企画・製作し1995年2月24日に発売した、NECPC-98シリーズ対応の脱衣麻雀形式でAVG風のアダルトゲーム。
Leaf作品の第1弾でオリジナルポスターとBGMを収録した12cmテクノ音楽CDがついていた。
MIDI音源対応・ハードディスクドライブへのインストールも可。CD音源対応（前述の付属CDを使用）という点が当時としては珍しかった。

## 舞台
物語の舞台は300年以上の歴史を持つ謎の洋館。
主人公の伯斗龍二は、一通の手紙を受け取った事からこの洋館に赴いた。
そこではとんでもない出来事が彼をまっているのだった。

## システム
アドベンチャーパートと麻雀パートに分かれている、通常のストーリーモードの他にトレーニングモードもある。
ストーリーモード開始時には難易度を選択可能でどれを選んでも内容に変化はない、一応マルチエンディング。
- アドベンチャーパート

洋館内をクリックして移動、探索してイベントをこなしながら進んでいく。
アイテムショップではそれまでの間に麻雀パートで稼いだポイントを消費してさまざまなアイテムを購入することができる。
進め方によっては特殊な技をおぼえることもある他、ここでの行動でエンディングに影響が出る。
- 麻雀パート

普通の麻雀とルールはほぼ同じ。
対戦形式の二人打ちで上がる事でGOLD（点）かライフを削るか選択できるが、この際上がり時の役が多ければ多いほど相手のライフにダメージを与えることができる。
しかし、相手のライフを僅かでも削れば一回脱ぐため、相手のライフを削りきらずとも三回脱がせばクリアできてしまう。
ただし、最終戦となるルミラ戦のみは相手のライフを全て削らないとクリアできない。
逆に相手に上がられると自分がダメージを受け、ライフがなくなるとゲームオーバーとなる、ちなみに主人公が脱ぐことはない。
アイテムや技を利用することでゲームを有利に進めることができる。
ここで上がることで得たポイントでアイテムやライフを買うことができる。
- 脱衣パート

麻雀パートで勝利するとこのパートへ、サービスグラフィックが見られる。
全部でフル画面CG2枚と二画面分の巨大CG1枚を見ることができる。
テキストも表示されるが、主人公は一切手を出さない。脱衣麻雀の厳しい掟に従って脱ぎ、更にはHシーンまで披露する相手をただ呆然と見るのみである。
- トレーニングモード

対戦相手を選んで麻雀、脱衣はしない。

## 登場人物
伯斗龍二
主人公。職業は探偵にして雀士、人間なのだが特殊な力を持っている。
アレイ
洋館を訪れた主人公の最初の対戦相手となる、重そうなプレートアーマーに身を包んだ美少女。礼儀正しく初対面の主人公に名刺を差し出す律儀さを持つ。
フランソワーズ
一見ただの人形だが、人間の幼女程度の大きさになって動いて喋ることができる。
たま
こたつの上で丸くなっている猫、人型に変化する事が出来るが人語をしゃべれないので意思疎通はほぼ不可能。痕で柏木千鶴の料理を食べて死にそうになったこともある。
メイフィア・ピクチャー
絵の中に住む貴婦人。
イビル
青い髪が特徴の悪魔、エビルと同時に登場する。
エビル
赤い髪が特徴の死神、イビルと同時に登場する。後に発表されたナイトライターでは準メインヒロイン級の扱いで登場する。
ルミラ・ディ・デュラル
洋館の女主人、その正体は女吸血鬼で、魔界での婚約者で人間界に転生したナイト雀鬼を探していた。
ショップねーちゃん
正式名称は不明、洋館の一室に居を構え、主人公にアイテムを販売してくれる。
主人公以外のキャラは、後に初音のないしょや猪名川でいこうについてくるおまけゲームで再登場した。

## スタッフ
- 原画：水無月徹
- 音楽：チームIOS（石川真也、折戸伸治、下川直哉）

## 売上
1年につき出荷本数の10パーセントまでしか返品できないという取り決めがあったが、毎年返品が続いていた。返品されなくなった時点で出荷した2500本中700本しか売れていないことが判明している。

## 関連商品

### カードゲーム
Lycee
シルバーブリッツのカードゲーム、Lyceeに参戦している。収録エキスパンションは、Leaf1.1など。